# Richard Widmark
Richard Widmark (26 de desembre del 1914 - 24 de març del 2008) fou un actor de cinema estatunidenc. Iniciat en el teatre i la ràdio, passà al cinema el 1947, destacant per la seva extraordinària versatilitat, interpretant papers en pel·lícules de cinema negre, de l'oest o d'aventures.

## Biografia

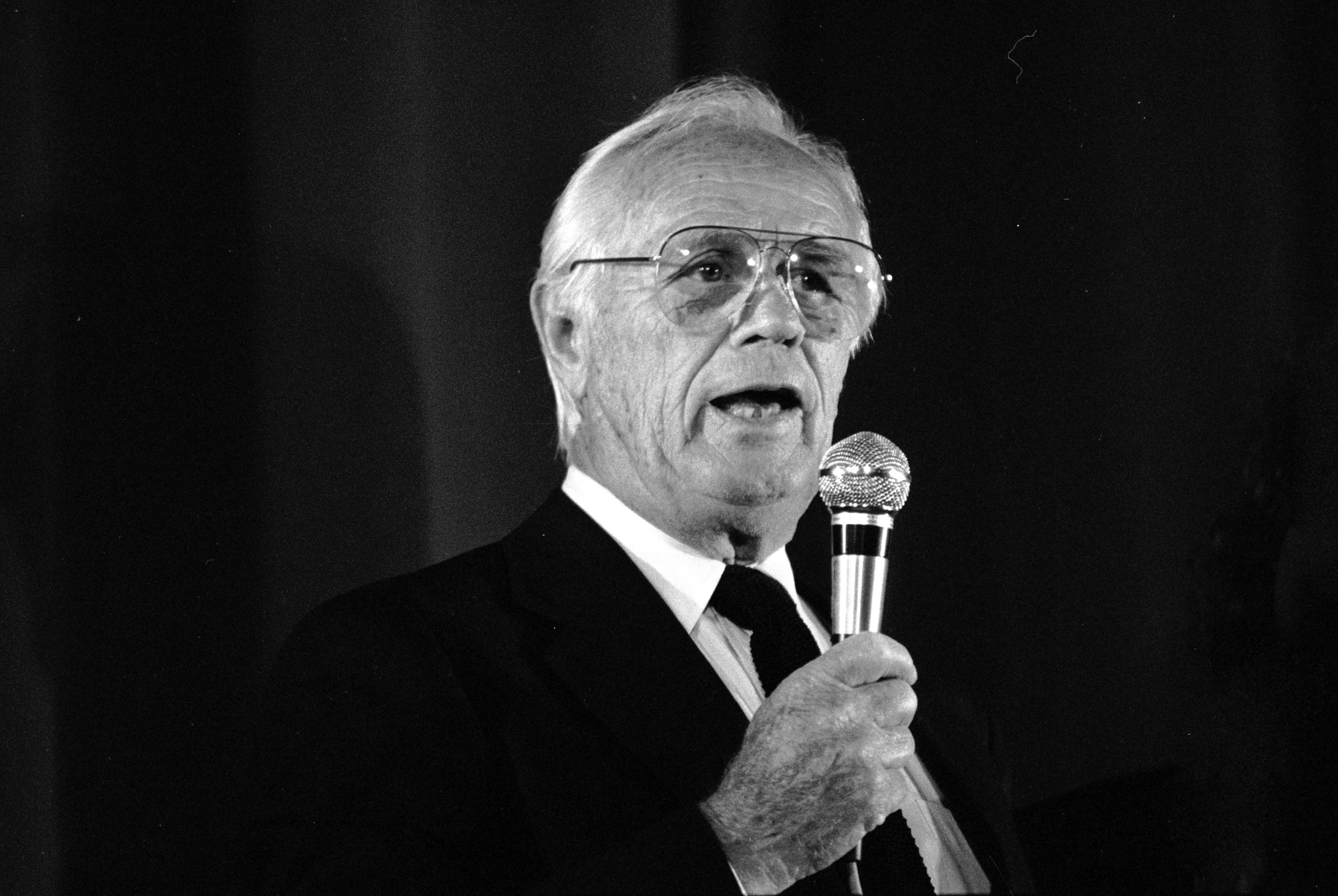
Richard Widmark (1991)

Richard Widmark va créixer a la localitat de Princeton (Illinois). A causa de la professió del seu pare, representant comercial, el jove Richard va viure en diferents poblacions durant la seva infantesa i adolescència. Finalment acudí a la Universitat de Lake Forest, on estudiaria interpretació. Debutà a la ràdio el 1938, en el serial Aunt Jenny's Real Life Stories. Començà a treballar a Broadway, l'any 1943, amb l'obra Kiss and Tell. Fou declarat incapacitat durant la Segona Guerra Mundial degut a una perforació del timpà.
La seva magnífica interpretació en aquesta obra de teatre fou molt apreciada pel director Henry Hathaway, qui comptà amb ell per fer-lo debutar en el cinema amb Kiss of Death el 1947. Widmark feia el paper del gàngster assassí Tommy Udo. L'escena que passarà a la història d'aquesta pel·lícula és aquella en què Udo empenta una anciana en cadires de rodes (paper interpretat per Mildred Dunnock) escales avall. El petó de la mort fou un èxit i Widmark es convertí en una estrella de cop i volta. D'aquesta manera l'actor aconseguiria un contracte de set anys amb la 20th Century Fox. A més, guanyà el premi al millor actor revelació dels Globus d'Or i fou nominat a l'Oscar al millor actor secundari.
Richard Widmark fou un actor de culte que interpretà sòlidament personatges durs, estructurats i monolítics i a més sobre-exigits, però que en algun moment deixa entreveure un tènue rerefons d'humanitat.
Durant les dècades de 1940 i 1950 Widmark intervingué en moltes produccions. Entre els seus millors títols en destaquen Nit a la ciutat (1950), de Jules Dassin; No Way Out (1950), de Joseph L. Mankiewicz; Pànic als carrers (1951), d'Elia Kazan; Llança trencada (1954), d'Edward Dmytryk; La teranyina (1955), de Vincente Minnelli; La llei de talió (1956), de Delmer Davers; i The Law and Jake Wade (1958), de John Sturges.
A la dècada de 1960 protagonitzaria alguns dels seus títols més coneguts, com El Álamo (1960), de John Wayne; Els judicis de Nuremberg (1961), de Stanley Kramer; Dos cavalquen junts (1961), de John Ford o Brigada homicida (1968), dirigit per Don Siegel. Precisament el personatge d'aquesta última pel·lícula, el detectiu Madigan, també triomfaria a la televisió durant els anys 70. Un dels films més destacables és l'Estat d'alarma (1965), on protagonitza juntament amb Sidney Poitier un film bèl·lic d'intensa tensió emocional.
Widmark estigué casat amb Jean Hazlewood, escriptora, des del 1942 fins a la mort d'ella, el 2 de març del 1997. El setembre del 1999 Widmark es casaria amb Susan Blanchard. Widmark viuria des de llavors retirat de les pantalles a Roxbury (Connecticut).

## Filmografia
- Kiss of Death (1947)
- The Street with No Name (1948)
- Road House (1948)
- Yellow Sky (1948)
- Down to the Sea in Ships (1949)
- Slattery's Hurricane (1949)
- Night and the City (1950)
- Panic in the Streets (1950)
- No Way Out (1950)
- Halls of Montezuma (1950)
- The Frogmen (1951)
- Red Skies of Montana (1952)
- Don't Bother to Knock (1952)
- O. Henry's Full House (1952)
- My Pal Gus (1952)
- Destination Gobi (1953)
- Pickup on South Street (1953)
- Take the High Ground! (1953)
- Hell and High Water (1954)
- Garden of Evil (1954)
- Llança trencada (Broken Lance) (1954)
- Un premi d'or (A Prize of Gold) (1955)
- The Cobweb (1955)
- Backlash (1956)
- Run for the Sun (1956)
- The Last Wagon (1956)
- La donzella d'Orleans (Saint Joan) (1957)
- Llavis tancats (Time Limit) (1957)
- The Law and Jake Wade (1958)
- The Tunnel of Love (1958)
- The Trap (1959)
- Warlock (1959)
- El Álamo (The Alamo) (1960)
- The Secret Ways (1961)
- Dos cavalquen junts (Two Rode Together) (1961)
- Els judicis de Nuremberg (Judgment at Nuremberg) (1961)
- La conquesta de l'oest (How the West Was Won) (1962)
- Els invasors (The Long Ships) (1964)
- Vol des d'Ashiya (Flight from Ashiya) (1964)
- El gran combat (Cheyenne Autumn) (1964)
- Estat d'alarma (The Bedford Incident) (1965)
- Alvarez Kelly (1966)
- Camí d'Oregon (The Way West) (1967)
- Brigada homicida (Madigan)(1968)
- A Talent for Loving (1969)
- Death of a Gunfighter (1969)
- The Moonshine War (1970)
- Vanished (1971 (TV)
- When the Legends Die (1972)
- Brock's Last Case (1973)
- Assassinat a l'Orient Express (Murder on the Orient Express) (1974)
- The Last Day (1975) (TV)
- To the Devil a Daughter (1976)
- The Sell-Out (1976)
- Twilight's Last Gleaming (1977)
- De presidi a primera plana (The Domino Principle) (1977)
- Rollercoaster (1977)
- Coma (1978)
- L'eixam (The Swarm) (1978)
- Mr. Horn (1979) (TV)
- L'illa de l'Ós (Bear Island) (1979)
- All God's Children (1980) (TV)
- A Whale for the Killing (1981) (TV)
- National Lampoon Goes to the Movies (1982)
- Hanky Panky (1982)
- Who Dares Wins (1982)
- Contra tot risc (Against All Odds) (1984)
- Blackout (1985) (TV)
- Louisiana (Gathering of Old Men) (1987) (TV)
- Hi havia una vegada un tren (Once Upon a Texas Train) (1988) (TV)
- Cold Sassy Tree (1989) (TV)
- True Colors (1991)
- Lincoln (1992) (veu, documental)
- Wild Bill: Hollywood Maverick (1996) (documental)

Curts:
- Screen Snapshots: Hopalong in Hoppy Land (1951)
- Screen Snapshots: Hollywood Night Life (1952)
- 1955 Motion Picture Theatre Celebration (1955)
- Shooting the Moonshine War (1970)